# Жорж Гові
Жорж Гові (фр. Georges Govy; 1913, Євпаторія — 18 січня 1975, Париж) — французький письменник, лауреат премії Ренодо 1955 року, член Національного комітету письменників Франції.

## Біографія
Жорж Гові народився в 1913 (за іншими даними в 1910) році в Євпаторії, в сім'ї художника. Батько письменника загинув у роки революції. У 1920 році залишив Крим на кораблі, потрапив до Константинополя, де його прихистили місцеві вантажники. У Туреччині закінчив французький ліцей. Як матрос вантажних суден побував у Європі та Азії, Індії та Японії. У 30-ті роки влаштувався у Франції, закінчив Сорбонну. З 1934 року друкувався в тижневику «Ле-Монд» і журналі Commune.
У роки війни служив добровольцем Займався журналістською діяльністю.

## Творчість
Літературний дебют відбувся на початку 30-х років з оповіданням «Учнівство», присвяченим життю у Франції під час економічної кризи, та серією оповідань «Стара хатина» (оригінальна назва Casa vieja іспанською мовою), що публікувалася в 1934—1935 роках у «Commune».
Основні роботи :
- Російська кров (Sang russe, 1946)
- Дні великого посту (Les Jours Mayores, 1947)
- Страстотерпець (Le Moissonneur d'épines, 1955). Роман удостоєний премії Ренодо.
- Іспанська кров (Sang d'Espagne, 1958)